# Willy Van Renterghem
Willy Van Renterghem (Aalst, 8 oktober 1935) is een Belgisch voormalig politicus. Hij was volksvertegenwoordiger.

## Levensloop
Van Renterghem was voorzitter van een liberaal ziekenfonds en was gehuwd met Diane D'haeseleer, die ook politiek actief was. Zijn schoonvader Louis D'haeseleer was onder meer staatssecretaris in de Regering-Tindemans I en de regering-Tindemans II en burgemeester van Aalst. 
Hij werd in december 1978 voor de PVV verkozen tot lid van de Kamer van volksvertegenwoordigers voor het arrondissement Aalst en vervulde dit mandaat tot in 1991. In de periode januari 1979-oktober 1980 zetelde hij als gevolg van het toen bestaande dubbelmandaat ook in de Cultuurraad voor de Nederlandse Cultuurgemeenschap, die op 7 december 1971 werd geïnstalleerd. Vanaf 21 oktober 1980 tot november 1991 was hij lid van de Vlaamse Raad, de opvolger van de Cultuurraad en de voorloper van het huidige Vlaams Parlement.  